# Tratado de Tartu (Rússia–Estônia)

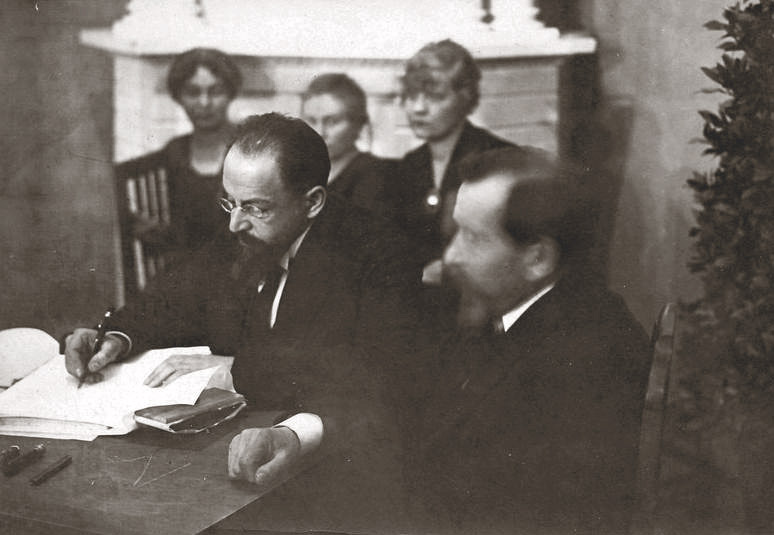
A assinatura do Tratado de Tartu. Adolf Joffe (Rússia Soviética, à esquerda).

Tratado de Paz de Tartu (em estoniano:  Tartu rahu, literalmente "Paz de Tartu") ou Tratado de Tartu é um tratado de paz entre a Estônia e a Rússia Soviética, assinado em 2 de fevereiro de 1920, que pôs fim à Guerra de Independência da Estônia. Os termos do tratado afirmavam que "a Rússia reconhece sem reservas" a independência de jure da República da Estônia, e renunciava perpetuamente todos os direitos para o território da Estônia. As ratificações do tratado foram trocadas em Moscou, em 30 de março de 1920. Foi registrado na League of Nations Treaty Series em 12 de julho de 1922.

## Estônia antes do tratado
A Estônia havia sido uma província da Rússia Imperial desde 1710, e tinha estado sujeita a algum tipo de hegemonia estrangeira desde o século XIII. Com a eclosão da Primeira Guerra Mundial, o Império Russo caiu em revolução e da guerra civil. Como parte deste conflito maior, os estonianos declararam independência da Rússia e ganharam sua liberdade durante a guerra de independência estoniana. Como um símbolo da independência da Estônia, Yuryev/Dorpat foi oficialmente devolvido ao seu nome estoniano, Tartu. O novo governo comunista russo reconheceria a liberdade da Estônia no Tratado de Tartu de 1920.

## Signatários
O tratado foi assinado por Jaan Poska do lado estoniano e Adolf Joffe para a Rússia Soviética, bem como por outros representantes de ambas as partes.[carece de fontes?]

## Disposições do tratado
O tratado estabeleceu a fronteira entre a Estônia e a Rússia, afirmou o direito do povo estoniano de regressar à Estônia e do povo russo de retornar à Rússia e exigiu que os bens móveis estonianos evacuados para a Rússia na Primeira Guerra Mundial fossem devolvidos para a Estônia. A Rússia também concordou em eximir todas as dívidas desde os tempos czaristas e pagar a Estônia 15 milhões de rublos em ouro, uma parte proporcional das reservas de ouro do antigo Império Russo. Além disso a Rússia concordou em conceder concessões para explorar um milhão de hectares de florestas da Rússia e construir uma linha ferroviária da fronteira estoniana até Moscou. Em troca, a Estônia comprometeu-se a permitir que a RSFS da Rússia construísse um porto livre em Talin ou algum outro porto e erguer uma estação de energia no rio Narva.

## Significado
O Tratado de Paz de Tartu tem sido considerado como a certidão de nascimento da República da Estônia, porque foi o primeiro reconhecimento de jure do Estado. O tratado também foi de extrema importância para a diplomaticamente isolada Rússia Soviética, com Lênin expressando satisfação com o tratado como "uma vitória incomparável sobre o imperialismo ocidental". Alguns membros da Entente se opuseram ao tratado com o intuito de manter a Rússia Soviética em isolamento internacional.[carece de fontes?]

## Consequências
Após a assinatura, a Rússia Soviética não cumpriu vários pontos do tratado; por exemplo, as coleções museológicas da Universidade de Tartu não foram devolvidas até hoje de Voronezh e a migração de estonianos foi obstruída. Mais tarde, a Estônia foi anexada pela URSS, após a Segunda Guerra Mundial.[carece de fontes?]